# Diocesi di Kapsabet
La diocesi di Kapsabet (in latino Dioecesis Kapsabetensis) è una sede della Chiesa cattolica in Kenya suffraganea dell'arcidiocesi di Kisumu. Nel 2025 contava 313.655 battezzati su 885.711 abitanti. La sede è vacante, in attesa che il vescovo eletto John Kiplimo Lelei ne prenda possesso.

## Territorio
La diocesi comprende la contea di Nandi nella parte occidentale del Kenya.
Sede vescovile è la città di Kapsabet, dove si trova la cattedrale di San Pietro.
Il territorio si estende su una superficie di 2.888 km² ed è suddiviso in 36 parrocchie.

## Storia
La diocesi è stata eretta il 10 luglio 2025 da papa Leone XIV, ricavandone il territorio dalla diocesi di Eldoret.

## Cronotassi dei vescovi
Si omettono i periodi di sede vacante non superiori ai 2 anni o non storicamente accertati.
- John Kiplimo Lelei, dal 10 luglio 2025

## Statistiche
Al momento dell'erezione la diocesi su una popolazione di 885.711 persone contava 313.655 battezzati, corrispondenti al 35,4% del totale.
| anno | popolazione | popolazione | popolazione | presbiteri | presbiteri | presbiteri | presbiteri                | diaconi | religiosi | religiosi | parrocchie |
| anno | battezzati  | totale      | %           | numero     | secolari   | regolari   | battezzati per presbitero | diaconi | uomini    | donne     | parrocchie |
| ---- | ----------- | ----------- | ----------- | ---------- | ---------- | ---------- | ------------------------- | ------- | --------- | --------- | ---------- |
| 2025 | 313.655     | 885.711     | 35,4        | 52         | 44         | 8          | 6.031                     |         |           | 44        | 36         |